# Protonemura gladifera
Protonemura gladifera är en bäcksländeart som beskrevs av Boris Ivan Balinsky 1950. Protonemura gladifera ingår i släktet Protonemura och familjen kryssbäcksländor. Inga underarter finns listade i Catalogue of Life.